# يوهان توبياس ماير
يوهان توبياس ماير (بالألمانية: Johann Tobias Mayer)‏ (و. 1752 – 1830 م) هو رياضياتي، وفيزيائي، وكاتب عمومي، وأستاذ جامعي من ألمانيا . ولد في غوتينغن .
توفي في غوتينغن ، عن عمر يناهز 78 عاماً.

## التعليم
تعلم في جامعة غوتنغن

## مناصب وهيئات
أدار جامعة غوتنغن.